# Resurrection (Band)
Resurrection (engl. für Auferstehung) ist eine US-amerikanische Death-Metal-Band aus Tampa, Florida.

## Geschichte
Gegründet wurde Resurrection im April des Jahres 1990 von John Astl, Charles Haines, David Scott und Steve Pate. Nach dem ersten Demo 1991 erhielt die Band 1992 einen Plattenvertrag beim deutschen Musiklabel Nuclear Blast, auf welchem dann das Debüt-Album Embalmed Existence im Jahr 1993 erschien. Als Produzent für das Album konnte man Scott Burns gewinnen. Im Vorfeld der Veröffentlichung kam es zu Besetzungsschwierigkeiten, da der Schlagzeuger Brett Macadam  drei Monate vor dem Studiotermin aus der Band ausstieg. In der kurzen Zeit ließ sich kein Ersatzmann für den Schlagzeuger finden und so nahm man die Dienste des damaligen Malevolent-Creation-Schlagzeugers Alex Marquez in Anspruch. Diese Zusammenarbeit war von Beginn an nur als einmalige Angelegenheit für die Studioaufnahmen konzipiert. Im Anschluss arbeitete die Band an einem zweiten Album mit dem Titel Forever Embalmed welches jedoch nie veröffentlicht wurde. Die Bandmitglieder begannen sich im Anschluss mehr und mehr anderen Projekten zu widmen und Resurrection wurde vorerst nicht weiter betrieben. Im Jahr 2004 begann der Sänger John Astl Gespräche mit den ehemaligen Bandmitgliedern zu führen, um ein Comeback zu starten. Seit 2005 arbeitet die Band wieder zusammen und konnte im selben Jahr einen neuen Plattenvertrag mit dem Label Massacre Records aushandeln. Dort erschien 2008, 15 Jahre nach Veröffentlichung des Debütalbums das zweite Album Mistaken for Dead.

## Stil

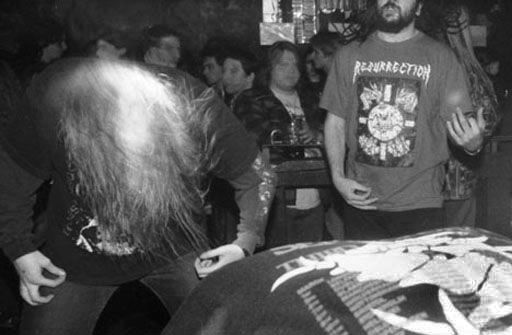
Resurrection Fan mit Fan-Shirt in der Diskothek Fantasy, 1994

Die Band spielt den für Florida so typischen Florida Death Metal, dabei geht man sehr technisch zu Werke. Die Musik befindet sich im Mid-Tempo-Bereich. Blastbeats kommen überhaupt nicht vor. Besonders Markant ist der fauchende Gesang von Paul Degoyler der irgendwo zwischen dem frühen Gesang des Death-Sängers Chuck Schuldiner und des Gesangs von John Tardy von Obituary liegt. Ungewöhnlich ist auch das verwenden von Sprach-Samples als Intro zu vielen Liedern der Band. Diese wurden von einem Freund eines Bandmitglieds beigesteuert. Auf die Idee solcher Intros kam die Band als man auf dem Anrufbeantworter des Freundes wirre Nachrichten abhörte. So beginnt das Lied Disembodied mit den Worten:

„In the beginning of time, there was darkness. While I lay resting in my mother's womb, I soon became a part of the light world, young in body, evil at heart. With little of a round, I became aware of death. I should have been executed early in life for the crimes my mind commits daily.“

Die Texte der Band sind religionskritisch. Sie hinterfragen die Gründe für Religiosität bei Menschen. So behandelt das Lied Eyes of Blind die Blindheit der Menschen für das Leiden ihrer Mitmenschen, während man in der Religion die Erlösung sucht.

## Diskografie
- 1991: Demo
- 1992: Split mit Hypocrisy, Sinister, Afflicted (EP, Nuclear Blast)
- 1992: Demo
- 1993: Embalmed Existence (Album, Nuclear Blast)
- 2007: Ritual Slaughter (EP)
- 2008: Mistaken for Dead (Album, Massacre Records)